# Kościół Świętych Apostołów Piotra i Pawła w Wierzchach
Kościół Świętych Apostołów Piotra i Pawła – rzymskokatolicki kościół filialny parafii św. Trójcy w Bogacicy, znajdujący się w Wierzchach, należący do dekanatu Kluczbork w diecezji opolskiej.

## Historia kościoła
Jeszcze przed II wojną światową, w latach dwudziestych XX wieku, mieszkańcy Wierzchów i pobliskiego Szumu planowali budowę kościoła. Ostatecznie kościół został wybudowany w Szumie. Dopiero w latach osiemdziesiątych XX wieku, Wierzchy doczekały się swojego kościoła. Budowa rozpoczęła się w 1985 roku i trwała przez 5 lat. Konsekracja kościoła miała miejsce 24 czerwca 1990 roku i dokonał jej biskup Jan Wieczorek, ówczesny biskup pomocniczy diecezji opolskiej.